# Sophronica basilewskyana
Sophronica basilewskyana là một loài bọ cánh cứng trong họ Cerambycidae.